# Дрізд капуциновий
Дрізд капуциновий (Turdus olivater) — вид горобцеподібних птахів родини дроздових (Turdidae). Мешкає в Південній Америці.

## Опис
Довжина птаха становить 23-24 см. У самців номінативного підвиду голова, горло і груди чорні, верхня частина тіла тьмяно-оливково-коричнева, нижня частина тіла охриста. Дзьоб жовтий, лапи тьмяно-жовтувато-оранжеві. Райдужки карі, навколо очей жовті кільця. У самиць голова тьмяно-коричнева, нижня частина тіла охриста. У самців підвиду T. o. kemptoni забарвлення переважно іржасто-коричневе, на грудях темні плямки формують "комірець". У самців підвиду T. o. caucae голова чорна, поцятпоцятковане чорними смужками, нижня частина тіла має піщане забарвлення.

## Підвиди
Виділяють вісім підвидів:
- T. o. sanctaemartae (Todd, 1913) — Сьєрра-Невада-де-Санта-Марта (північно-східна Колумбія);
- T. o. caucae (Chapman, 1914) — південно-західна Колумбія (Вальє-дель-Каука);
- T. o. olivater (Lafresnaye, 1848) — східна Колумбія, північна і західна Венесуела (Сьєрра-де-Періха, Кордильєра-де-Мерида, Прибережний хребет);
- T. o. kemptoni Phelps & Phelps Jr, 1955 — тепуї на крайньому півдні Венесуели (Небліна);
- T. o. paraquensis Phelps & Phelps Jr, 1946 — тепуї на південному заході Венесуели (Параке);
- T. o. duidae Chapman, 1929 — тепуї на півдні центральної Венесуели (Дуїда[en]);
- T. o. roraimae Salvin & Godman, 1884 — південно-східна Венесуела, південно-західна Гаяна, північна Бразилія, локально в Суринамі;
- T. o. ptaritepui Phelps & Phelps Jr, 1946 — тепуї на південному сході Венесуели (Птарі).

## Поширення і екологія
Капуцинові дрозди мешкають в Колумбії, Венесуелі, Бразилії, Гаяні і Суринамі. Вони живуть у вологих гірських тропічних лісах і на плантаціях. Зустрічаються на висоті від 600 до 2600 м над рівнем моря, переважно на висоті понад 800 м над рівнем моря.